# Hias Noichl
Matthäus „Hias“ Noichl (* 17. Oktober 1920 in Jochberg; † 19. Dezember 2002 in St. Johann in Tirol) war ein österreichischer Skilangläufer, Bergsteiger und Bergführer. Er nahm an zwei Olympischen Winterspielen teil und wurde sechsfacher Österreichischer Meister. Als Bergsteiger unternahm Noichl mehrere Erstbegehungen in den Alpen. Unter anderem war er Vorsitzender des Verbandes der Österreichischen Berg- und Skiführer sowie der Internationalen Vereinigung der Bergführerverbände.

## Biografie
Noichl wuchs als ältestes von vier Kindern auf einem Bergbauernhof in Jochberg in Tirol auf, wo er die Volksschule besuchte. Während seines Militärdienstes im Zweiten Weltkrieg war er an der Eismeerfront im Norden Norwegens stationiert. Er kam dort erstmals mit dem Skilanglaufsport in Berührung und nahm für die 6. Gebirgsdivision an ersten Wettkämpfen teil. Mehrfach verwundet kehrte er 1944 nach Österreich zurück, wo er weiterhin diese Sportart ausübte. Noichl fand nach dem Krieg rasch Aufnahme in die österreichische Nationalmannschaft und feierte vor allem auf nationaler Ebene einige Erfolge. Im März 1946 erzielte er beim Österreichischen Ländertreffen in Seefeld in Tirol den zweiten Platz hinter Oskar Schulz im 18-km-Langlauf und den ersten Platz im 4 × 10-km-Staffellauf mit der Tiroler Staffel, der neben Noichl und Schulz noch Hans Jamnig und Alois Unterrainer angehörten. Im Winter 1947 erreichte er unter anderem zwei fünfte Plätze in 18-km-Läufen in Kitzbühel und Chamonix. 1948 wurde Noichl für die Olympischen Winterspiele in St. Moritz nominiert, wo er unter 83 gewerteten Läufern den 45. Platz im 18-km-Langlauf belegte. In den folgenden Jahren gewann er insgesamt sechs österreichische Meistertitel, davon fünf mit der Tiroler Staffel in den Jahren 1949, 1950, 1951, 1953 und 1954 sowie einen Einzeltitel im 16-km-Langlauf 1950. Zur Weltmeisterschaft 1950 in den Vereinigten Staaten wurde er aus Kostengründen allerdings nicht entsandt. 1952 kam Noichl ein zweites Mal bei Olympischen Winterspielen zum Einsatz. In Oslo erreichte er den 28. Platz über die 18-km-Distanz. Ab Mitte der 1950er-Jahre zog er sich vom Wettkampfsport zunehmend zurück.
1947 hatte Noichl die Tiroler Berg- und Skiführerprüfung abgelegt, ein Jahr später die staatliche Skilehrerprüfung. Er übernahm im Herbst 1948 die Leitung der Skischule St. Johann in Tirol, die er insgesamt 38 Jahre innehatte, und eröffnete einen der ersten Skiverleihe in Österreich. Noichl war mehrere Jahre Obmann des Skiclubs St. Johann in Tirol und ab 1950 für über 16 Jahre Obmann der Sektion Wilder Kaiser St. Johann in Tirol des Österreichischen Alpenvereines. Ebenso leitete er 25 Jahre lang die Ortsstelle St. Johann in Tirol des Österreichischen Bergrettungsdienstes. 1952 heiratete er seine Frau Gisela, mit der er drei Töchter hatte.
Als Bergsteiger wurde Noichl durch Erstbegehungen im Kaisergebirge (Direkte Fleischbank-Ostwand, Nordostkante Kreuztörlturm, St. Johanner-Weg der Westlichen Hochgrubachspitze, Predigtstuhl-Westwand) sowie in den Dolomiten und durch die dritte Begehung der King-Ostwand in den Engelhörnern bekannt. 1958 gelang es ihm nach einem Steinschlag, sich trotz schwerer Verletzungen selbst aus der Eiger-Nordwand zu retten. Der erfahrene Bergführer leitete 15 Jahre lang den Verband der Österreichischen Berg- und Skiführer und mehrere Jahre lang die Internationale Vereinigung der Bergführerverbände. Zwölf Jahre leitete er die von ihm initiierten Alpinkurse für die staatliche Skilehrerausbildung, zudem war er 1968 im Iran maßgeblich am Aufbau eines Bergrettungs- und Bergführerwesens beteiligt.
Noichl wurde mit dem Silbernen Ehrenzeichen für Verdienste um die Republik Österreich und dem Verdienstkreuz des Landes Tirol ausgezeichnet.